# Tariverde
Tariverde – wieś w Rumunii, w okręgu Konstanca, w gminie Cogealac. W 2011 roku liczyła 1075 mieszkańców.